# Droga krajowa B432 (Niemcy)
Droga krajowa 432 (niem. Bundesstraße 432) – niemiecka droga krajowa przebiegająca z Hamburga od węzła Hamburg-Schnelsen Nord na autostradzie A7 przez Norderstedt, Bad Segeberg do autostrady A1 na węźle Scharbeutz w Szlezwiku-Holsztynie.

Drogi w rejonie Hamburga

Części drogi zostały wybudowane jako droga utwardzona w 1840 r. i były drogą łączącą Hamburg z Lubeką.